# John McDouall Stuart
John McDouall Stuart (7 de septiembre de 1815-5 de junio de 1866) fue el más famoso y exitoso de todos los expedicionarios que exploraron el interior del continente australiano. Stuart lideró la segunda expedición que cruzó Australia desde el sur hasta el norte, siendo el primero en partir desde Australia Meridional, realizando esta hazaña a pesar de que el gobierno de Australia Meridional le prestó muy poco apoyo. Su experiencia y la dedicación que puso en supervisar a los hombres que formaban su equipo le aseguró que todos los hombres sobrevivieran a la aventura, aún en un ambiente tan hostil como el que forma el interior australiano. La exploración llevada a cabo por Stuart permitió posteriormente construir las líneas de telégrafo entre Adelaida y Darwin y trazar la ruta desde Port Augusta hasta Darwin. Hoy en día, esta ruta que siguió en su travesía es aproximadamente la misma ruta que sigue la autopista Stuart, la cual fue nombrada en su honor. 